# Fabienne Vande Meerssche
Pour les articles homonymes, voir Vandermeersch.
 (novembre 2016).
Si vous disposez d'ouvrages ou d'articles de référence ou si vous connaissez des sites web de qualité traitant du thème abordé ici, merci de compléter l'article en donnant les références utiles à sa vérifiabilité et en les liant à la section « Notes et références ».
Fabienne Vande Meerssche, née le 24 août 1959 est une figure de la télévision et journaliste belge de la RTBF.

En télévision, elle a présenté l'émission Les Bureaux du pouvoir sur La Une, et a également présenté le journal télévisé de 1996 à 2003, puis l'émission d'information Actuel de janvier 2004 à mai 2005.

## Carrière
Sa première apparition à la télévision date des années 1980 où elle anima l'émission pop/rock de la (RTBF) Génération 80 (1979-83) le samedi après-midi ainsi que Visa pour le monde, Ciné-Tilt, Les sentiers du monde, Le carrousel aux images et Jt Soir. Plus récemment, elle a animé l'émission Stars of Europe aux côtés de Bart Peeters, à l'occasion des 50 ans du traité de Rome de 1957. En janvier 2008 sur La Une et France 2, elle présente Tenue de soirée en direct de Bruxelles aux côtés de Michel Drucker. Elle a animé chaque vendredi à 10h00 en radio sur La Première Les Décideurs du vendredi, émission où elle interviewait deux grandes personnalités de tout domaine et autres décideurs qui avaient ensemble un point commun ou quelque affinité. Entre septembre 2010 et avril 2017, elle animait en direct, du lundi au vendredi, toujours sur La Première Le Forum de midi, émission basée sur la participation des auditeurs et internautes : avis, commentaires et questions sur un fait d’actualité, échange d’idées et d’informations, avec les acteurs du sujet du jour. À partir du printemps 2017, elle anime "Les Éclaireurs", tous les samedis après-midi sur le même canal radio,
Elle quitte discrètement la RTBF au moment de sa retraite en août 2024.

## Vie privée
Passionnée d'égyptologie, Fabienne a réalisé en collaboration avec l’égyptologue Isabelle Franco le portrait de cinq grands pharaons pour la radio, diffusés au début de l'année 2012. Elle était l'épouse de l'animateur et directeur de La Première, Jean-Pierre Hautier, décédé le 12 octobre 2012. Depuis la rentrée de septembre 2012, lors des dernières semaines de son mari, Le Forum de midi a été présenté par d'autres journalistes.